# Nyssia bretschneideri
Nyssia bretschneideri là một loài bướm đêm trong họ Geometridae.